# Juan Errazquin
Juan Errazquin Tomás (Leones, 22 juni 1906 – Irun, 6 januari 1931) was een in Argentinië geboren Spaans voetballer. Errazquin won met Real Unión tweemaal de Copa del Rey.

## Carrière
Errazquin werd geboren in Argentinië als zoon van Baskische immigranten. Als kind verhuisde hij naar Baskenland, waar hij in Irun begon te voetballen. Op zijn vijftiende speelde hij al voor het reservenelftal van Real Unión. Op zijn zeventiende stroomde hij door naar het eerste elftal, waarmee hij zowel in 1924 als in 1927 de Copa del Rey won. Op 2 april 1925 scoorde Errazquin viermaal in de 4-0-zege tegen Boca Juniors, dat dat jaar een tournee door Europa hield.
In 1925 debuteerde Errazquin als international voor Spanje. Op 1 juni 1925 scoorde hij meteen een hattrick tegen Zwitserland, waardoor hij met een leeftijd van 18 jaar en 334 dagen de jongste doelpuntenmaker ooit werd voor Spanje. Dit record werd pas 95 jaar later verbroken door Ansu Fati. Uiteindelijk scoorde hij zes keer voor Spanje in zes interlands.
Errazquin overleed op 6 januari 1931 op 24-jarige leeftijd aan tuberculose.